# Nguyễn
Nguyễnⓘ [ŋʷǐˀən] – najpopularniejsze nazwisko wietnamskie, szacuje się, że nosi je około 40% mieszkańców tego kraju. 
Nazwisko to popularne jest na całym świecie np. w Australii jest siódmym, w Norwegii 53., we Francji 54., a w USA 124. co do występowania. W Polsce nosi je (lub różne jego formy) ponad 300 osób. Nazwisko to było też często używane w Czechach (w 2010: 21 020 osób), jednakże obecnie występuje ono znacznie rzadziej (w 2013: 937 osób)    
Nazwisko pochodzi z Chin, gdzie jest pisane 阮 i wymawiane Ruǎn [ʐwàn].

## Gałęzie rodziny
- Nguyễn Phước lub Nguyễn Phúc (zobacz też: dynastia Nguyễn)
- Nguyễn Hữu
- Nguyễn Cảnh
- Nguyễn Khắc
- Nguyễn Sinh
- Nguyễn Tiến
- Nguyễn Đức

## Znani
- Antoine Nguyễn Văn Thiện – biskup katolicki.
- Michel Nguyễn Khắc Ngữ  – biskup katolicki.
- Nguyễn Anh Dũng – szachista.
- Nguyễn Minh Triết – prezydent Wietnamu.
- Nguyễn Ngọc Trường Sơn – szachista.
- Nguyễn Phú Trọng – prezydent Wietnamu.
- Nguyễn Văn Cốc – pilot, as myśliwski wojny wietnamskiej.
- Nguyễn Văn Thiệu – polityk południowowietnamski.
- François Xavier Nguyễn Văn Thuận – biskup katolicki.
- Scotty Nguyen – pokerzysta.
- Lee Nguyen – piłkarz.
- Van Tuong Nguyen – australijski przemytnik.
- Ngoc Thanh Nguyen – profesor na Politechnice Wrocławskiej